# Louis Freeh

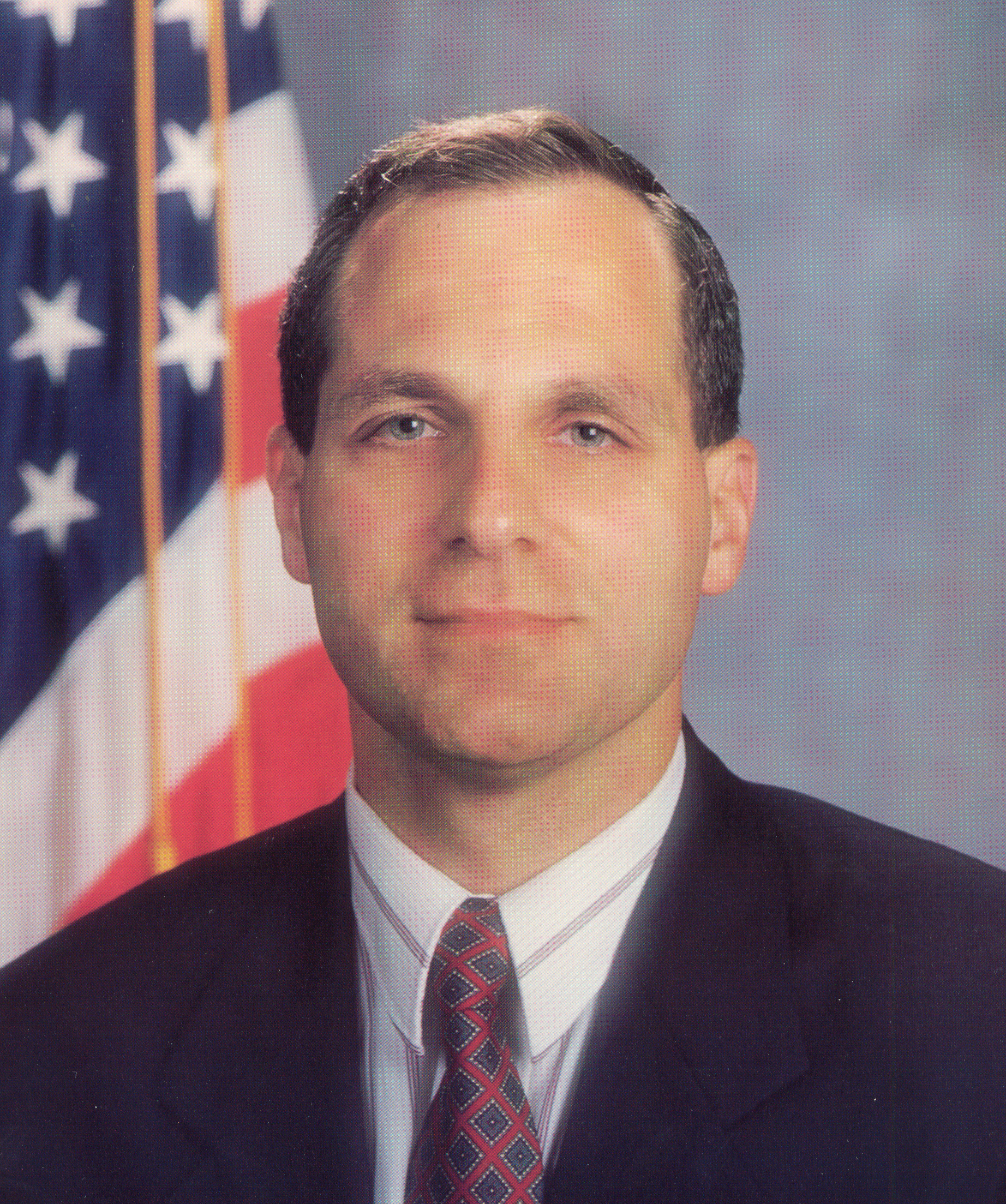
Louis Freeh

Louis Joseph Freeh (* 6. Januar 1950 in Jersey City, New Jersey) ist ein US-amerikanischer Regierungsbeamter. Er war der zehnte Direktor des FBI zwischen dem 1. September 1993 (unter Präsident Bill Clinton) und dem 25. Juni 2001 (Präsident George W. Bush).

## Leben
Nach seinem Abschluss an der Rutgers University im Jahr 1971 erwarb Louis Freeh 1974 an der Rutgers School of Law School den Juris Doctor. An der Law School der New York University folgte 1984 der Master of Laws. In der United States Army Reserve stieg er bis zum First Lieutenant auf.
Von 1975 bis 1981 arbeitete Freeh bereits als Special Agent für das FBI in New York und Washington. Im Anschluss wurde er stellvertretender Bundesstaatsanwalt für den südlichen Distrikt von New York. Dabei war er maßgeblich am Fall der Pizza Connection beteiligt. Er untersuchte außerdem den tödlichen Briefbombenanschlag auf Bundesrichter Robert Smith Vance.
Im Juli 1991 wurde Freeh von US-Präsident George Bush zum Richter am Bundesbezirksgericht für den südlichen Distrikt von New York ernannt. Zwei Jahre später folgte die Berufung zum FBI-Direktor durch Bill Clinton. Der Senat erteilte am 20. Juli 1993 seine Zustimmung, sodass Freeh am 1. September desselben Jahres vereidigt werden konnte. In seine Amtszeit fielen Ermittlungen zu Fällen wie Waco, Khobar Towers und TWA-Flug 800.
2000 forderte die Redaktion der Business Week seinen Rücktritt. Zu den Gründen gehörten das Kommunikations-Überwachungssystem Carnivore, der Vorwurf der Vertuschung im Falle Waco, sowie Gehorsamsverweigerung gegenüber  Justizministerin Janet Reno. 
Die Anklage gegen den Spion Wen Ho Lee fiel in sich zusammen, im Februar 2001 wurde Robert Hanssen verhaftet, der 15 Jahre lang aus dem FBI heraus für Russland spioniert hatte. Am 1. Mai erklärte  Freeh seinen Rücktritt für Juni, zwei Jahre vor dem regulären Ende seiner Amtszeit.